# アイラン・フェルナンデス
アイラン・フェルナンデス（Airán Fernández Casasola、1988年10月30日 - ）は、スペイン・カタルーニャ州バルセロナ県タラサ出身の自転車競技選手。現在はマトリックスパワータグに所属。

## ロードレースの主な成績
- 2009年
  -  スペイン選手権 U23 ロードレース 2位
- 2011年
  - メモリアル・シリロ・スンサレン 3位
- 2012年
  - メモリアル・ロドリゲス・イングアンソ 優勝
  - グランプレミオ・マカリオ 2位
  - メモリアル・バレンシアガ 2位
  - コパ・デ・エスパーニャ 3位
- 2013年
  - メモリアル・バレンシアガ 優勝
  - コパ・デ・エスパーニャ 2位

## トラックレースの主な成績

### ヨーロッパ選手権
- 2010年サンクトペテルブルク大会
  - ヨーロッパ選手権 U23 マディソン 優勝 (フリオ・アモレスと共に)

### スペイン選手権
- 2005年
  -  スペイン選手権 ジュニア ポイントレース 優勝